# Morti nel 2001/Settembre
| Questa pagina contiene informazioni ricavate automaticamente dalle voci biografiche con l'ausilio del template Bio e di un bot. L'aggiornamento è periodico e automatico e ricostruisce completamente la pagina. Se manca una persona in questa lista, sei pregato di non aggiungerla, ma accertati piuttosto che la sua voce biografica contenga il template Bio e che i dati anagrafici siano correttamente compilati. Se il template Bio manca, inseriscilo tu stesso o, in alternativa, metti l'avviso {{tmp\|Bio}} che ne segnala la mancanza. Se i dati riportati sono sbagliati, correggi direttamente la voce biografica; le modifiche saranno visibili in questa lista entro pochi giorni. Per chiarimenti vedi il progetto biografie. La lista contiene solo le 138 persone che sono citate nell'enciclopedia e per le quali è stato implementato correttamente il template Bio. Pagina aggiornata al 18 ago 2025. |

- 1º settembre - Pepi Cereda, giornalista italiano
- 1º settembre - Bobby Evans, calciatore e allenatore di calcio scozzese (n. 1927)
- 1º settembre - Budimir Alekseevič Metal'nikov, sceneggiatore e regista sovietico (n. 1925)
- 2 settembre - Christiaan Barnard, chirurgo sudafricano (n. 1922)
- 2 settembre - Troy Donahue, attore statunitense (n. 1936)
- 3 settembre - Ferruccio Amendola, attore, doppiatore e direttore del doppiaggio italiano (n. 1930)
- 3 settembre - Pauline Kael, critica cinematografica statunitense (n. 1919)
- 3 settembre - David Myers, bassista e chitarrista statunitense (n. 1927)
- 3 settembre - Thuy Trang, attrice vietnamita (n. 1973)
- 4 settembre - Maria Alfero, velocista italiana (n. 1922)
- 4 settembre - Casimiro Ferrari, alpinista italiano (n. 1940)
- 4 settembre - Sándor Simó, produttore cinematografico, attore e regista ungherese (n. 1934)
- 5 settembre - Robert Kessler, cestista statunitense (n. 1914)
- 5 settembre - Pietro Pintus, critico cinematografico italiano (n. 1920)
- 5 settembre - Marcello Rosina, vescovo cattolico italiano (n. 1913)
- 5 settembre - Tamara Michajlovna Smirnova, astronoma sovietica (n. 1918)
- 6 settembre - Chantal Chaudé de Silans, scacchista francese (n. 1912)
- 6 settembre - Víctor Mahana, cestista cileno (n. 1922)
- 6 settembre - Wardell Pomeroy, sessuologo statunitense (n. 1913)
- 7 settembre - Sergio Garavini, sindacalista e politico italiano (n. 1926)
- 8 settembre - Gregorio Agós, cestista uruguaiano (n. 1913)
- 8 settembre - Tino Petrelli, fotografo italiano (n. 1922)
- 8 settembre - Antonio Terzi, giornalista e scrittore italiano (n. 1925)
- 9 settembre - Nora Federici, statistica italiana (n. 1910)
- 9 settembre - Tommy Hollis, attore cinematografico statunitense (n. 1954)
- 9 settembre - Aḥmad Shāh Masʿūd, militare, politico e guerrigliero afghano (n. 1953)
- 10 settembre - Norman Borlaug, agronomo e ambientalista statunitense (n. 1914)
- 10 settembre - Maria Sara Goretti, scrittrice, poetessa e filosofa italiana (n. 1907)
- 10 settembre - Aleksej Stepanovič Suėtin, scacchista sovietico (n. 1926)
- 11 settembre - Ahmed al-Haznawi, terrorista saudita (n. 1980)
- 11 settembre - David Angell, produttore televisivo statunitense (n. 1946)
- 11 settembre - Mohamed Atta, terrorista egiziano (n. 1968)
- 11 settembre - Garnet Bailey, hockeista su ghiaccio e allenatore di hockey su ghiaccio canadese (n. 1948)
- 11 settembre - Fayez Banihammad, terrorista emiratino (n. 1977)
- 11 settembre - Berry Berenson, modella, attrice e fotografa statunitense (n. 1948)
- 11 settembre - Carolyn Beug, regista statunitense (n. 1953)
- 11 settembre - Bill Biggart, fotoreporter statunitense (n. 1947)
- 11 settembre - Mark Bingham, imprenditore e rugbista a 15 statunitense (n. 1970)
- 11 settembre - Charles Burlingame, aviatore statunitense (n. 1949)
- 11 settembre - Kevin Cosgrove, imprenditore e dirigente d'azienda statunitense (n. 1955)
- 11 settembre - Aurelio Genghini, maratoneta italiano (n. 1907)
- 11 settembre - Ahmed al-Ghamdi, terrorista saudita (n. 1979)
- 11 settembre - Hamza al-Ghamdi, terrorista saudita (n. 1980)
- 11 settembre - Hani Hanjour, terrorista saudita (n. 1972)
- 11 settembre - Nawaf al-Hazmi, terrorista saudita (n. 1976)
- 11 settembre - Salem al-Hazmi, terrorista saudita (n. 1981)
- 11 settembre - Henry Herbert, VII conte di Carnarvon, nobile inglese (n. 1924)
- 11 settembre - Ziyad Jarrah, terrorista libanese (n. 1975)
- 11 settembre - Charles Edward Jones, astronauta, militare e programmatore statunitense (n. 1952)
- 11 settembre - Mychal Judge, francescano statunitense (n. 1933)
- 11 settembre - LeRoy Homer Jr., aviatore statunitense (n. 1965)
- 11 settembre - Daniel Lewin, matematico, militare e programmatore statunitense (n. 1970)
- 11 settembre - Khalid al-Mihdhar, terrorista saudita (n. 1975)
- 11 settembre - Majed Moqed, terrorista saudita (n. 1977)
- 11 settembre - John Ogonowski, aviatore statunitense (n. 1951)
- 11 settembre - Barbara Olson, giornalista statunitense (n. 1955)
- 11 settembre - Abd al-Aziz al-Umari, terrorista saudita (n. 1979)
- 11 settembre - Betty Ong, statunitense (n. 1956)
- 11 settembre - Orio Palmer, vigile del fuoco statunitense (n. 1956)
- 11 settembre - Odoardo Reali, architetto italiano (n. 1938)
- 11 settembre - Marwan al-Shehhi, terrorista emiratino (n. 1978)
- 11 settembre - Mohand al-Shihri, terrorista saudita (n. 1979)
- 11 settembre - Wa'il al-Shihri, terrorista saudita (n. 1973)
- 11 settembre - Walid al-Shihri, terrorista saudita (n. 1978)
- 11 settembre - Satam al-Suqami, terrorista saudita (n. 1976)
- 11 settembre - Sa'id al-Ghamdi, terrorista saudita (n. 1979)
- 11 settembre - Ahmed al-Nami, terrorista saudita (n. 1977)
- 12 settembre - Alberto Melucci, sociologo italiano (n. 1943)
- 12 settembre - Marilyn Meseke, modella statunitense (n. 1916)
- 12 settembre - Victor Wong, attore statunitense (n. 1927)
- 13 settembre - Mario Carìa, illustratore e fumettista italiano (n. 1934)
- 13 settembre - Gino De Sanctis, scrittore, giornalista e sceneggiatore italiano (n. 1912)
- 13 settembre - Jaroslav Drobný, tennista e hockeista su ghiaccio cecoslovacco (n. 1921)
- 13 settembre - Dorothy McGuire, attrice statunitense (n. 1916)
- 13 settembre - Aldo Melani, calciatore italiano (n. 1908)
- 13 settembre - Ferdinando Miniussi, calciatore italiano (n. 1940)
- 13 settembre - Charles Regnier, attore, sceneggiatore e regista tedesco (n. 1914)
- 13 settembre - Teresio Ricci, storico, poeta e partigiano italiano (n. 1919)
- 13 settembre - Alexander Scott, calciatore scozzese (n. 1936)
- 14 settembre - George Ireland, cestista e allenatore di pallacanestro statunitense (n. 1913)
- 14 settembre - Madelon Mason, attrice e modella statunitense (n. 1921)
- 14 settembre - Francisco Urcuyo Maliaños, politico nicaraguense (n. 1915)
- 15 settembre - Herbert Burdenski, allenatore di calcio e calciatore tedesco (n. 1922)
- 15 settembre - Florencio Caffaratti, allenatore di calcio e calciatore argentino (n. 1919)
- 15 settembre - Frederick de Cordova, regista e produttore televisivo statunitense (n. 1910)
- 15 settembre - Luigi Pellegrin, architetto italiano (n. 1925)
- 15 settembre - Živojin Zdravković, direttore d'orchestra serbo (n. 1914)
- 16 settembre - Samuel Z. Arkoff, produttore cinematografico statunitense (n. 1918)
- 16 settembre - Gianbattista Bertelli, pittore, illustratore e restauratore italiano (n. 1922)
- 16 settembre - Neptali Gonzales, politico filippino (n. 1923)
- 16 settembre - Leonid Osyka, regista, produttore cinematografico e sceneggiatore ucraino (n. 1940)
- 17 settembre - Ray Gill, calciatore inglese (n. 1924)
- 17 settembre - Davit Q'ipiani, calciatore e allenatore di calcio sovietico (n. 1951)
- 18 settembre - Sandy Saddler, pugile statunitense (n. 1926)
- 18 settembre - Amy Witting, scrittrice e poetessa australiana (n. 1918)
- 19 settembre - Aldo Capitanio, fumettista italiano (n. 1952)
- 19 settembre - Raymond Alphonse Lucker, vescovo cattolico statunitense (n. 1927)
- 20 settembre - Karel Baroch, cestista e allenatore di pallacanestro cecoslovacco (n. 1939)
- 20 settembre - Edoardo Cernuschi, attivista italiano (n. 1932)
- 20 settembre - Hinky Harris, hockeista su ghiaccio e allenatore di hockey su ghiaccio canadese (n. 1936)
- 20 settembre - Marcos Pérez Jiménez, politico e generale venezuelano (n. 1914)
- 20 settembre - Karl-Eduard von Schnitzler, conduttore televisivo tedesco (n. 1918)
- 21 settembre - Luis García Gallo, fumettista spagnolo (n. 1907)
- 21 settembre - Eleanor Bone, sacerdotessa britannica (n. 1911)
- 22 settembre - Hilde Holger, ballerina e coreografa austriaca (n. 1905)
- 22 settembre - Isaac Stern, violinista statunitense (n. 1920)
- 23 settembre - Ron Hewitt, calciatore gallese (n. 1928)
- 24 settembre - Vittorio Frosini, giurista e filosofo italiano (n. 1922)
- 24 settembre - Mario Mazzoleni, presbitero italiano (n. 1944)
- 25 settembre - Robert Floyd, informatico statunitense (n. 1936)
- 25 settembre - Herbert Klein, nuotatore tedesco (n. 1923)
- 25 settembre - Dolores Michaels, attrice statunitense (n. 1933)
- 25 settembre - Lani O'Grady, attrice statunitense (n. 1954)
- 26 settembre - Helia Bravo Hollis, botanica messicana (n. 1901)
- 26 settembre - Gustavo Camerini, antifascista, avvocato e scrittore italiano (n. 1907)
- 26 settembre - Giovanni Tombesi, calciatore italiano (n. 1921)
- 27 settembre - Friedrich Leibacher, criminale svizzero (n. 1944)
- 27 settembre - Philip Rosenthal, imprenditore e politico tedesco (n. 1916)
- 28 settembre - Angelo Del Favero, calciatore italiano (n. 1952)
- 28 settembre - Isao Inokuma, judoka giapponese (n. 1938)
- 28 settembre - Ejner Johansson, storico dell'arte, scrittore e regista danese (n. 1922)
- 28 settembre - Mario Mellier, compositore, pianista e paroliere italiano (n. 1914)
- 28 settembre - Martin O'Hagan, giornalista irlandese (n. 1950)
- 28 settembre - Antonio Piolanti, presbitero e teologo italiano (n. 1911)
- 28 settembre - Robert Douglas Sweet, dermatologo britannico (n. 1917)
- 29 settembre - Angelo Fioretti, canottiere italiano (n. 1918)
- 29 settembre - Gloria Foster, attrice statunitense (n. 1933)
- 29 settembre - Nguyễn Văn Thiệu, generale e politico vietnamita (n. 1923)
- 29 settembre - Adriana Palomby, politica italiana (n. 1922)
- 29 settembre - Rakoto Frah, flautista e compositore malgascio (n. 1923)
- 29 settembre - Helmut Roloff, pianista e insegnante tedesco (n. 1912)
- 30 settembre - Anatolij Bogdanov, tiratore a segno sovietico (n. 1931)
- 30 settembre - Gerhard Ebeling, teologo tedesco (n. 1912)
- 30 settembre - George Gately, fumettista statunitense (n. 1928)
- 30 settembre - Jenny Jugo, attrice austriaca (n. 1904)
- 30 settembre - John Cunningham Lilly, psicoanalista e neuroscienziato statunitense (n. 1915)
- 30 settembre - Giovanni Macchia, francesista, saggista e critico letterario italiano (n. 1912)
- 30 settembre - Madhav Rao Scindia, politico indiano (n. 1945)